# ユニゾン・キャピタル
ユニゾン・キャピタル株式会社は、日本のプライベート・エクイティ・ファンド（PEファンド）運営会社の1つ。

## 概要
1998年にゴールドマン・サックス出身の日本人らによって創業。現在までに累計企業価値ベースで合計約6000億円に上る投資を実行している。日韓連携を投資テーマのひとつとしている。LP投資家から日本で数少ないトラックレコードを持つファンドとして一定の評価を有する。

## 投資先

### 投資中
- 共和薬品工業 - 2020年、インドの後発薬製造会社ルピンより全株式を約570億円で取得[1]

### 売却済み
- オリエント信販株式会社 - GMOインターネットに売却
- 株式会社大門（現・株式会社マインマート） - 友好的TOBの後、日本アジアホールディングズに売却
- 株式会社桐生機械（現・株式会社キリウ） - 日産自動車からMBOにより独立し、住友商事に売却
- 株式会社東ハト - バンダイ（旧社、現バンダイナムコHD）、丸紅等の協力を経てMBO、のちに山崎製パンに売却（プレパッケージ型の民事再生）
- 株式会社アスキー（後の株式会社メディアリーヴス） - 角川ホールディングスに売却
- 株式会社タクミック・エスピー - MBOにより独立し、アークに売却
- 株式会社ドラッグイレブン（現・JR九州ドラッグイレブン株式会社） - ポラリス・キャピタル・グループに売却、JR九州リテール（JR九州の小売事業子会社）が子会社したのち、九州旅客鉄道からツルハホールディングスに売却された。
- カネボウ株式会社（現・クラシエホールディングス株式会社） - 産業再生機構より、スポンサーとして共同で株式取得。化粧品関連部門はカネボウコスメット株式会社として分社化、花王主導の企業連合に売却（のち完全子会社化）。グループ本体のクラシエHDは毛染め専業大手のホーユーに売却
- 東芝セラミックス株式会社（現・クアーズテック株式会社） - 東芝からMBOにより独立。CoorsTekに売却
- 株式会社UCOM (現・アルテリア・ネットワークス株式会社) - USENより同社主導の投資ファンド各社による企業連合により株式取得。2014年2月に丸紅アクセスソリューションズ株式会社が吸収合併し、アルテリア・ネットワークス株式会社に商号変更。
- 株式会社あきんどスシロー - 欧州系ファンドであるペルミラ・アドバイザーズに売却
- インテルサット - 米系ファンドであるシルバーレイクおよび欧州系ファンドであるBCパートナーズとの共同投資
- 株式会社コスモスイニシア - リクルートからMBOにより独立大和ハウスと資本業務提携を締結
- 株式会社コスモスライフ（現・大和ライフネクスト） - コスモスイニシアから株式取得、同じく大和ハウスと資本業務提携を締結
- 株式会社エムケーキャピタルマネージメント（現・株式会社イデラキャピタルマネジメント）
- エノテカ株式会社 - アサヒビールに売却
- ミニット・アジア・パシフィック - 青山商事に譲渡
- 旭テック株式会社 - 2015年鉄部品事業をAmtek Autoに、2017年タイアルミ事業を大同メタル工業に、2018年本体をトピー工業に譲渡
- 昭和薬品化工株式会社 - 同根のメルシャンを経てジャフコ系ファンドから買収、ジーシーに売却。
- Nexcon Technology Co., Ltd. - 個人投資家に譲渡
- デクセリアルズ株式会社 - ソニーの100％子会社であるソニーケミカル＆インフォメーションデバイス株式会社が行っているケミカルプロダクツ関連事業への日本政策投資銀行との共同投資。後に再上場。
- あゆみ製薬株式会社 - 参天製薬から抗リウマチ薬事業を承継、2019年にブラックストーン・グループへ売却
- 株式会社建デポ - LIXILからの分社、2019年にコーナン商事へ売却
- シダックス株式会社 - 2019年、同社との資本業務提携により株式を取得[2]。2022年、オイシックス・ラ・大地が行っていたTOBに応募し、同社に売却[3]。
- 資さん - 2018年、福岡銀行系投資ファンドより取得。2024年、すかいらーくホールディングスに売却[4]。